# Pablo Schreiber

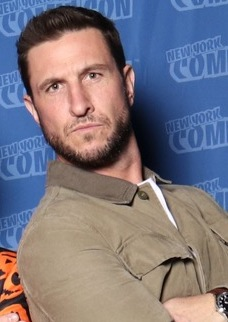
Pablo Schreiber in 2017

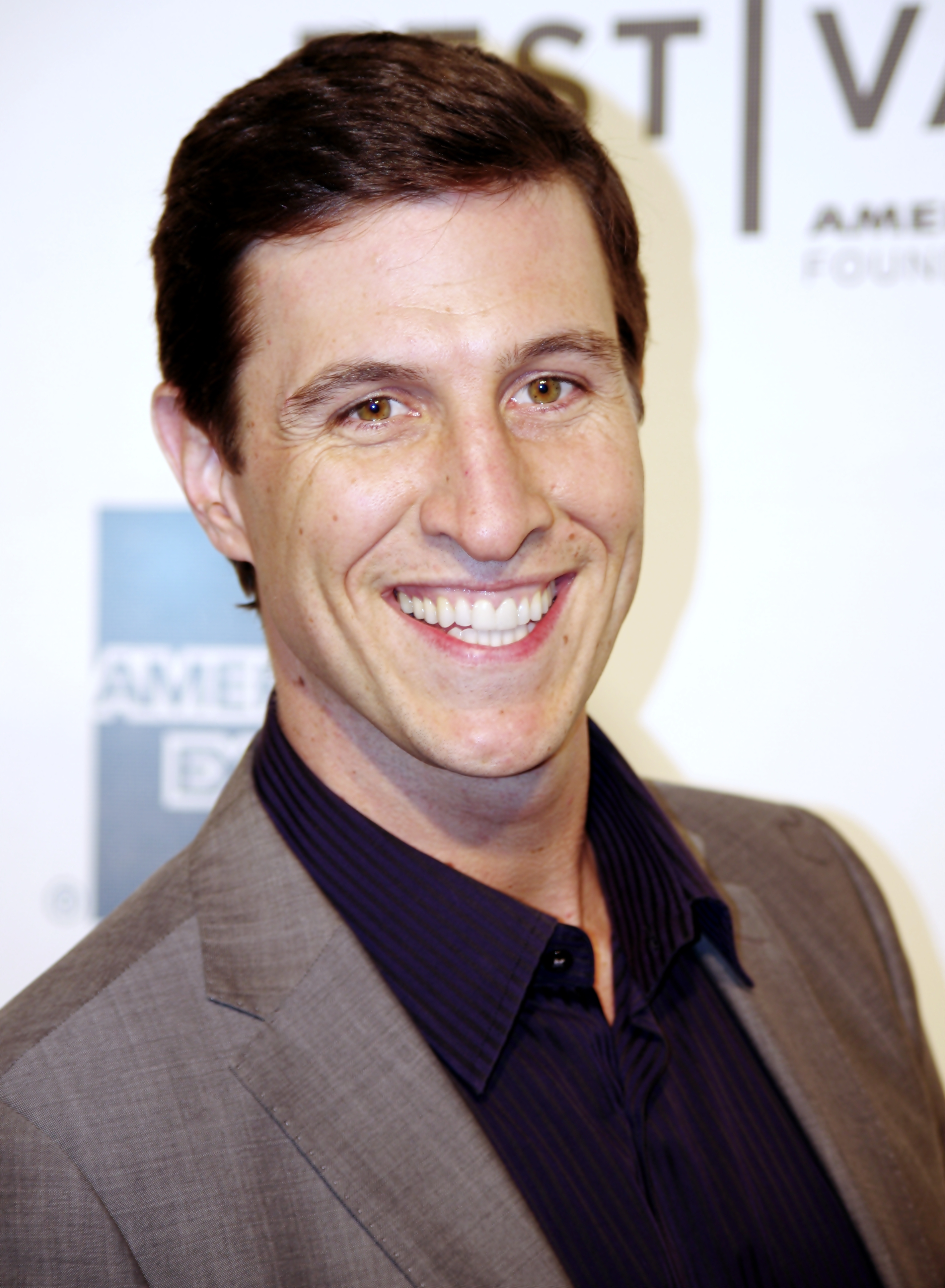
Pablo Schreiber in 2011

Pablo Tell Schreiber (Ymir (Brits-Columbia), Canada, 26 april 1978) is een Canadees/Amerikaans acteur.

## Biografie
Schreiber werd geboren in Ymir, een kleine samenleving in de bergen in het zuidoosten van de provincie Brits-Columbia van Canada, als een zoon van een Canadese moeder en een Amerikaanse vader, en is halfbroer van Liev Schreiber. Op twaalfjarige leeftijd verhuisde hij met zijn vader naar Seattle en ging later studeren aan de Carnegie Mellon University in Pittsburgh. Schreiber is in 2007 getrouwd.

## Filmografie

### Films
Uitgezonderd korte films.
- 2022 The King's Daughter - als dr. Labarthe
- 2021 Traces - als Damien Shea
- 2020 Lorelei - als Wayland
- 2019 The Devil Has a Name - als The Devil Has a Name
- 2018 First Man - als James Lovell
- 2018 Skyscraper - als Ben
- 2018 Beast of Burden - als Bloom
- 2018 Den of Thieves - als Ray Merrimen
- 2017 Traces - als Damien Shea
- 2017 Big Bear - als Dude
- 2017 Thumper - als Wyatt Rivers
- 2016 13 Hours: The Secret Soldiers of Benghazi - als Kris 'Tanto' Paronto
- 2015 The Dramatics: A Comedy - als Bryan Macy
- 2014 After - als Christian Valentino
- 2014 Preservation - als Sean Neary
- 2014 Fort Bliss - als personeel-sergeant Donovan
- 2013 Muhammad Ali's Greatest Fight – als Covert Becker
- 2012 Recalled – als luitenant Alec Chambers
- 2010 Happythankyoumoreplease – als Charlie
- 2009 Tell-Tale – als Bernard Cochius
- 2009 Breaking Upwards – als Turner
- 2008 Favorite Son – als David
- 2008 Nights in Rodanthe – als Charlie Torrelson
- 2008 Vicky Christina Barcelona – als Ben
- 2008 Quid Pro Quo – als Brooster
- 2005 Into the Fire – als Sandy Manetti
- 2005 Lords of Dogtown – als Stecyk
- 2004 Invitation to a Suicide – als Kazinierz Malek
- 2004 The Manchurian Candidate – als Eddie Ingram
- 2003 A Painted House – als Hank Spruill
- 2003 The Mudge Boy – als Brent
- 2001 Bubble Boy – als Todd

### Televisieseries
Uitgezonderd eenmalige gastrollen.
- 2024 Halo - als Master Chief - 8 afl.
- 2022 Halo - als Master Chief - 9 afl.
- 2022 Candy - als Allan Gore - 5 afl.
- 2020 Defending Jacob - als Neal Loguidice - 8 afl.
- 2013-2019 Orange Is the New Black - als George 'Pornstache' Mendez - 19 afl.
- 2017-2019 American Gods - als Mad Sweeney - 16 afl.
- 2015 The Brink - als Zeke Tilson - 10 afl.
- 2013-2014 Law & Order: Special Victims Unit - als William Lewis - 9 afl.
- 2013 Ironside - als Virgil - 7 afl.
- 2011 – 2012 Weeds – als Demetri Ravitch – 8 afl.
- 2011 – 2012 A Gifted Man – als Anton Little Creek – 16 afl.
- 2011 Lights Out – als Johnny Leary – 13 afl.
- 2009 Numb3rs – als Tal Feigenbaum – 2 afl.
- 2008 Army Wives – als Tim – 2 afl.
- 2008 Dirt – als Jason Konkey – 3 afl.
- 2003 – 2008 The Wire – als Nick Sobotka – 13 afl.

## TheaterwerkBroadway
- 2009 Desire Under the Elms - als Eben Cabot
- 2006 Awake and Sing! - als Ralph Berger